# Jósza
Jósza (szlovákul: Jovsa) község Szlovákiában, a Kassai kerület Nagymihályi járásában.

## Fekvése
Nagymihálytól 17 km-re északkeletre, a Széles-tó északkeleti végénél fekszik.

## Története
1418-ban említik először.
A 18. század végén, 1799-ben Vályi András így ír róla: „JÓSZA. Elegyes tót falu Ungvár Várm. földes Urai Szirmay, és több Uraságok, lakosai katolikusok, fekszik Sobrántzhoz 1 2/4 mértföldnyire, Vinnának filiája, határja középszerű.”
Fényes Elek 1851-ben kiadott geográfiai szótárában így ír a faluról: „Jósza, orosz-tót falu, Ungh vmegyében, N. Mihályhoz keletre 2 mfldnyire: 102 r., 346 gör. kath., 6 evang. 18 zsidó lak. Gör. kath. par. templom. Határa részint hegyes, részint róna; erdeje szép; fürészmalma van. F. u. gr. Waldstein, gr. Sztáray, Draveczky.”
1920-ig Ung vármegye Szobránci járásához tartozott.

## Népessége
| Év:            | 1994. | 2004.   | 2014.   | 2024.   |
| -------------- | ----- | ------- | ------- | ------- |
| Emberek száma: | 834   | 836     | 800     | 858     |
| Eltérés:       |       | +0,23 % | -4,30 % | +7,25 % |

| Év:            | 2023. | 2024.   |
| -------------- | ----- | ------- |
| Emberek száma: | 845   | 858     |
| Eltérés:       |       | +1,53 % |

1910-ben 1901-en, többségében ruszin anyanyelvűek lakták, jelentős magyar kisebbséggel.
2001-ben 838 lakosából 753 szlovák volt.
2011-ben 835 lakosából 737 szlovák és 23 cigány volt.

## Nevezetességei
- Görögkatolikus temploma.
- Hozzá tartozik a kis Petrunyó-fürdő, melynek hideg, kénes-meszes vizét köszvényes, csúzos bajok ellen használják.